# スズカケノキ
スズカケノキ（篠懸の木・鈴掛の木、学名: Platanus orientalis）は、スズカケノキ科スズカケノキ属の落葉高木。街路樹や公園樹として植えられる。スズカケは鈴懸、鈴掛、篠懸などと書き、この木の果実の形状が、山伏が胸にまとう装束「結袈裟」にぶらさがっている装飾的な球形の房（通称「鈴懸」、正式名称「鈴梵天」）に似ていることに由来する。
属の学名であるプラタナスと呼ばれることが多いが、日本で見かけるプラタナスは、本種よりもモミジバスズカケノキであることが多い（後述）。

## 分布・生育地
原産地はアジア西部。バルカン半島からヒマラヤにかけての地域が原産地である。日本への導入は明治年間とされる。

## 特徴
落葉広葉樹の高木で、樹高は約10 - 30メートル (m) に達する。樹皮が、薄片になって斑に剥げる特徴を持つ。枝は緑色を帯びた褐色で、皮目がまばらにある。葉痕の上部にある托葉痕は枝を一周する。
葉は互生で、葉身はカエデに似ていて大きく、掌状に5 - 7裂し、裂片には鋸歯がある。スズカケノキの仲間（プラタナス）では、葉は切れ込みが一番深い。葉柄の基部に小さい托葉がある。
花期は春（5月）で、花は淡黄緑色で、雌花、雄花を、別々の葉のつけ根の頭状花序につける。
果期は秋（10月）。果実は集合果で、晩秋、長い柄の先に痩果が多数集まった3.5センチメートル (cm) ほどの球形果を、1本の果軸に3 - 4個連なって下垂するのが特徴。
冬芽は葉柄内芽で、赤褐色でやや光沢があり、先端は丸みがあり、芽鱗1枚で無毛である。葉痕は冬芽を取り囲む。

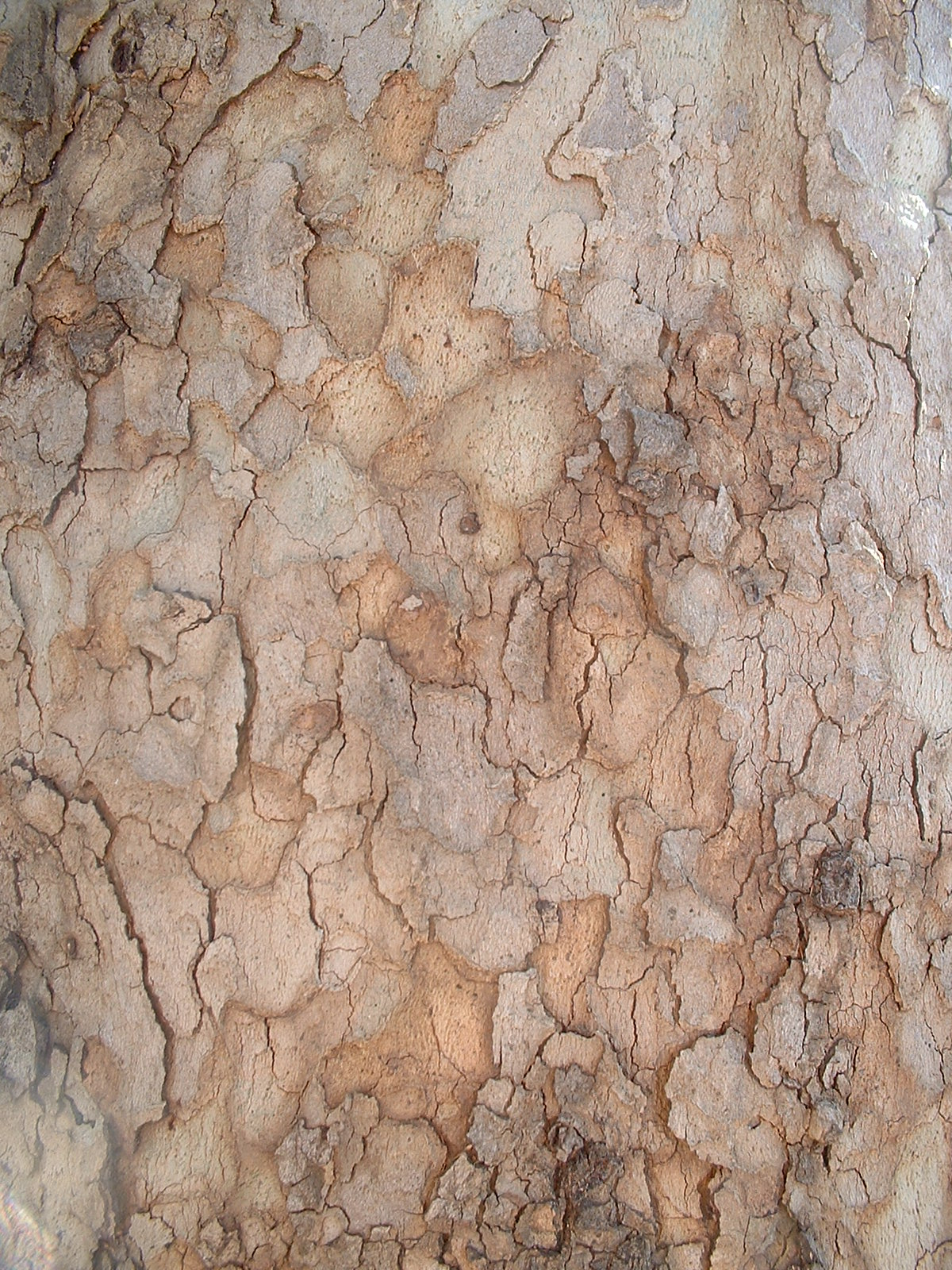
樹皮
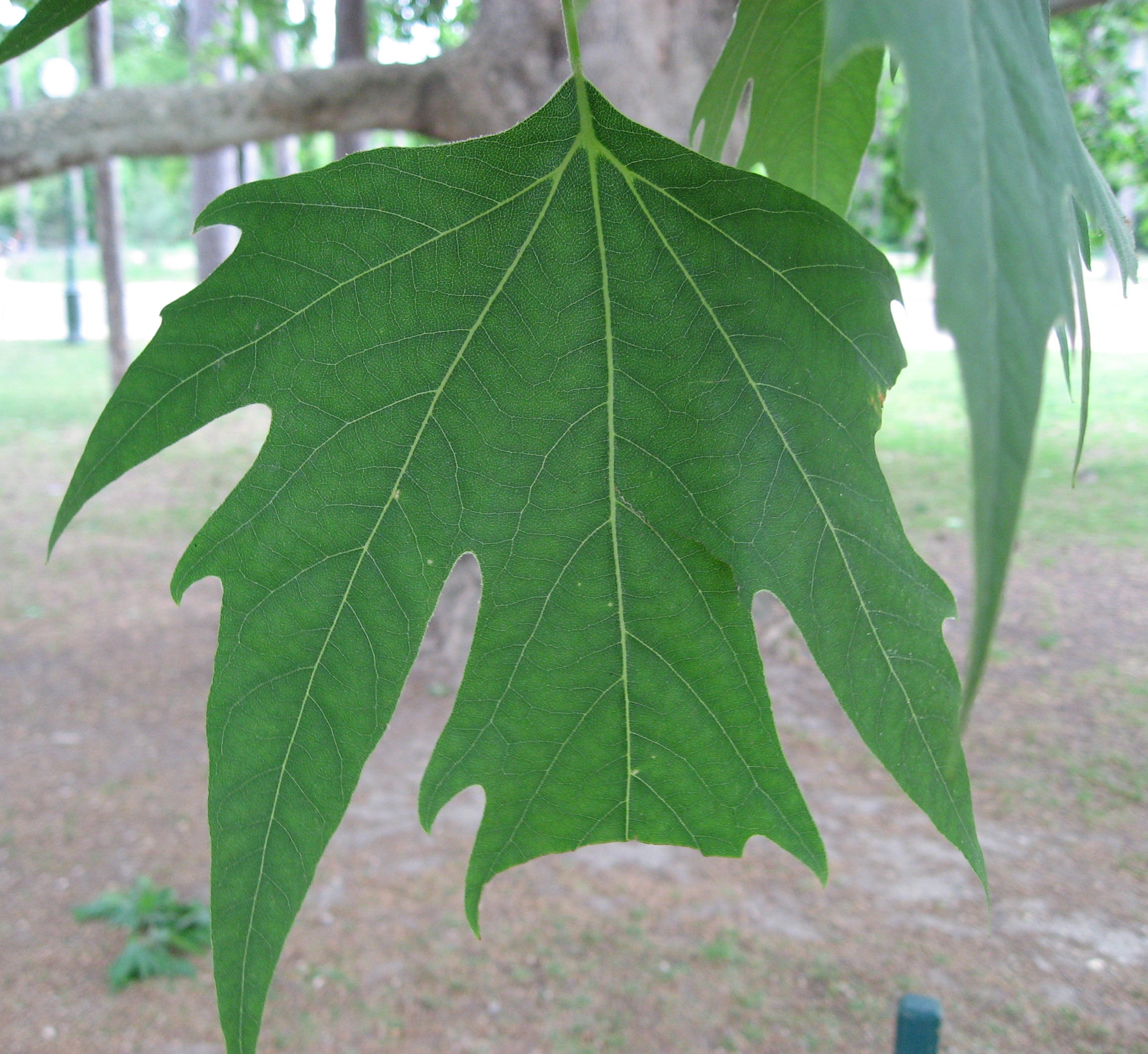
葉
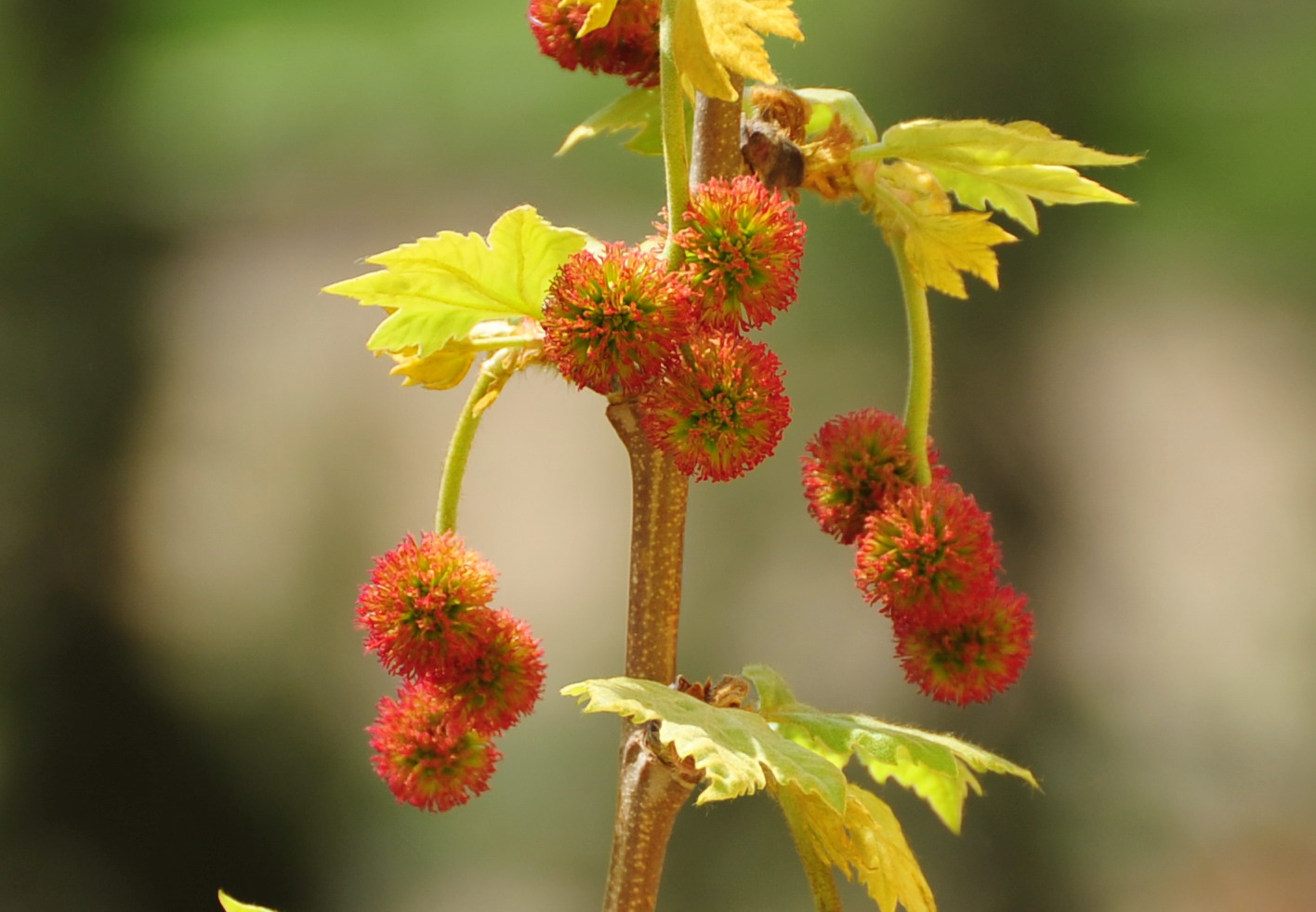
花
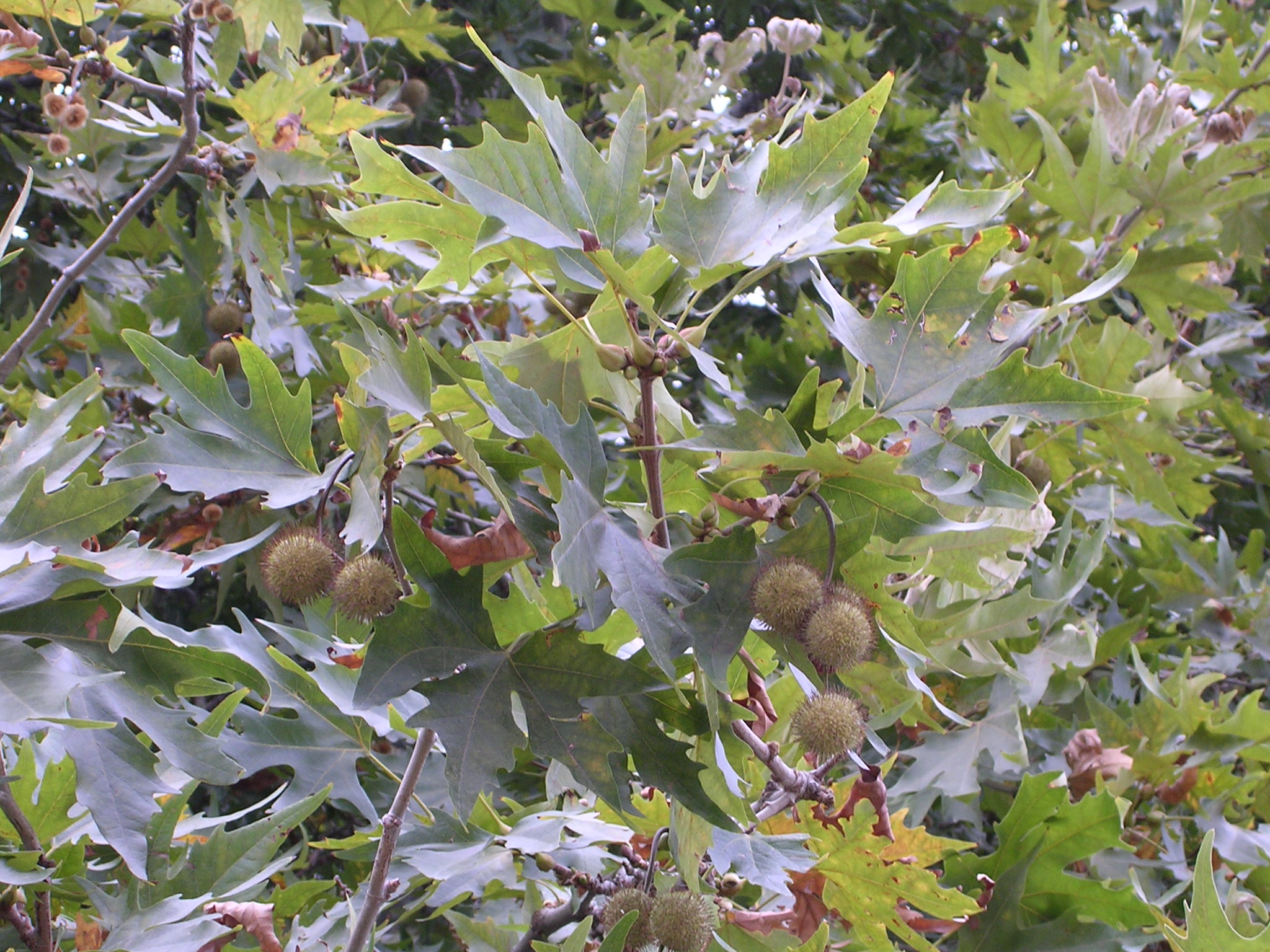
果実
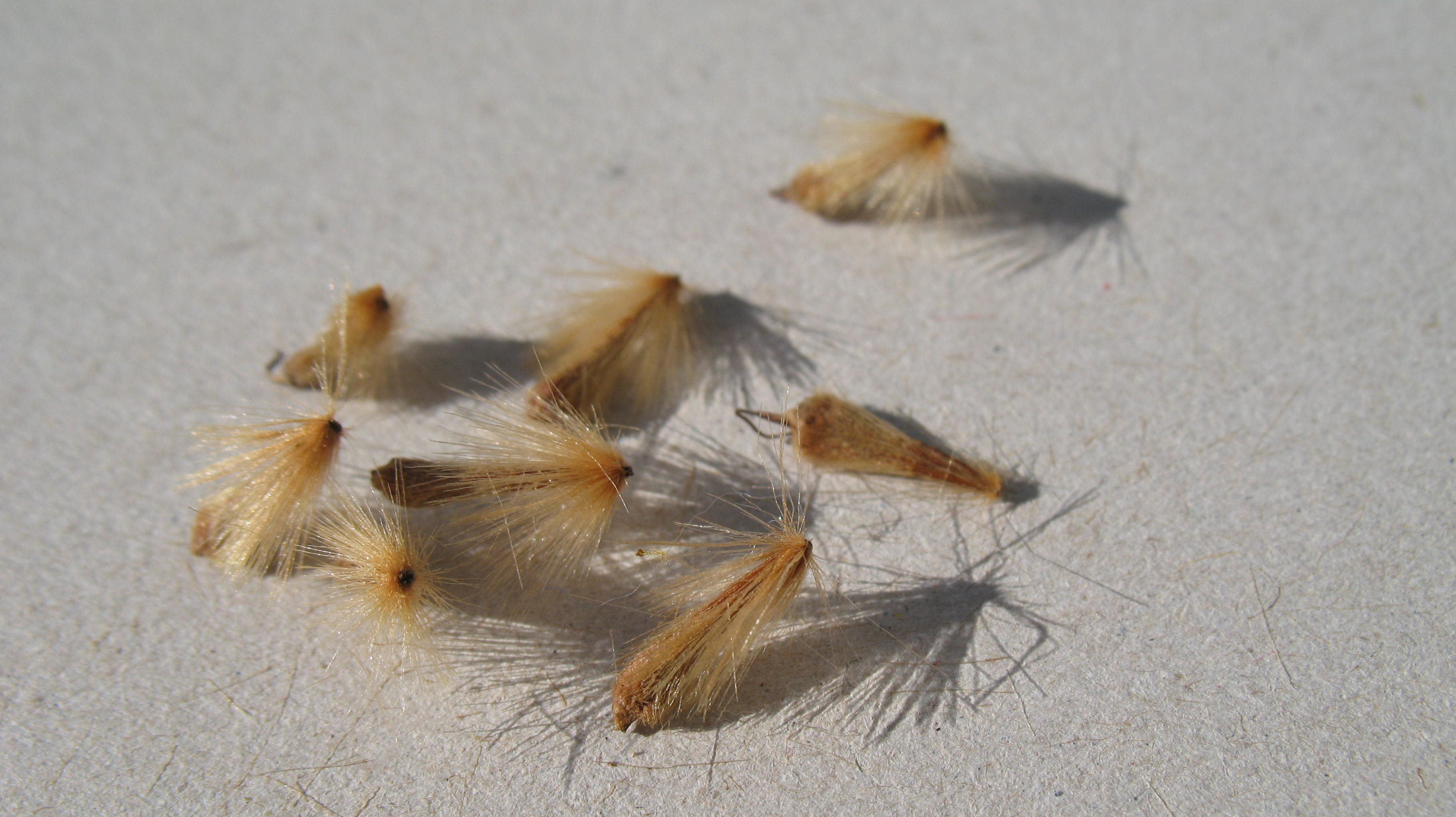
種子

## 保全状況評価
- LOWER RISK - Least Concern (IUCN Red List Ver. 2.3 (1994))[6]

## 利用
成長が早いため、街路樹や庭園樹として利用されてきた。プラタナスは、ニレ、ボダイジュ、マロニエと並び、世界四大街路樹の一つに数えられる。日本では街路樹として、モミジバスズカケノキ が多く使われる。モミジバスズカケノキは、スズカケノキとアメリカスズカケノキとの雑種である。
材は器具用。

## 文化
「篠懸の花」は春の季語。
スズカケノキの花言葉は「天才」「非凡」とされる。この花言葉は、古代ギリシアにおいて、アテネにあるプラタナスの並木道の木陰で、哲学者たちが哲学などを説いたことに由来する。